# Marcel Harteveld
Marcel Harteveld (Den Haag, 29 oktober 1984) is een Nederlands cabaretier, acteur en muzikant.

## Biografie
Harteveld groeide op in Den Haag en Rijswijk. Na het VWO op het Interconfessioneel Makeblijde College deed hij een studie Cognitieve Kunstmatige Intelligentie, en studeerde in 2006 af in de richting van "communicatietechniek en informatiesystemen". Daarna volgde hij alsnog zijn passie en in 2007 werd hij toegelaten op de Kleinkunstacademie in Amsterdam. Daar ontmoette hij Johan Fretz. Samen met Fretz richtte hij nog tijdens zijn studie het cabaretduo De Gebroeders Fretz op.
Na hun afstuderen in 2010 werden Harteveld en Fretz gevraagd voor het NCRV-televisieprogramma On Air. In vijf weken reisden ze de wereld rond om elke dag in een ander land een opdracht uit te voeren, daar een filmpje van te maken en te monteren, zodat dat diezelfde avond in het programma kan worden uitgezonden. Naast het optreden met De Gebroeders Fretz speelt Harteveld regelmatig in commercials (onder meer als solozeiler met baard en heimwee voor Fisherman's Friend) en had hij tussen 2014 en 2016 een vaste rol in de SBS6-serie Danni Lowinski. Vanaf seizoen twaalf vertolkt hij de rol van creadocent Henri de Ruiter in de jeugdserie SpangaS.

## Filmografie
| Televisieseries | Televisieseries  | Televisieseries | Televisieseries           |
| Jaar            | Productie        | Rol             | Opmerkingen               |
| --------------- | ---------------- | --------------- | ------------------------- |
| 2014-2016       | Danni Lowinski   | Jeroen Swinkels | Vaste rol                 |
| 2018-2022       | SpangaS          | Henri de Ruiter |                           |
| 2024            | Monsters at Work | Jack            | Stemrol, nasynchronisatie |

## Theater
| Theater   | Theater            | Theater          | Theater         |
| Jaar      | Productie          | Rol              | Opmerkingen     |
| --------- | ------------------ | ---------------- | --------------- |
| 2017-2018 | Soldaat van Oranje | Chris de Vries   | Vaste rol       |
| 2016      | De Sneeuwengel     | Marcel Harteveld | Eigen productie |

## Discografie
| Discografie | Discografie | Discografie                                          |
| Jaar        | Productie   | Opmerkingen                                          |
| ----------- | ----------- | ---------------------------------------------------- |
| 2018        | Zij         | Single                                               |
| 2016        | Haat/liefde | Album met 13 nummers, met crowdfunding gerealiseerd. |